# Чернишенко Григорій Васильович
Григорій Васильович Чернишенко (нар. 22 березня 1985, Херсон, Українська РСР) — уродженець Херсонщини, підприємець та активіст. Учасник Помаранчевої революції та Революції гідності. Учасник оборони Бахмута в складі Десантно-штурмових військ ЗСУ.

## Освіта
Закінчив Національний університет кораблебудування імені адмірала Макарова. Диплом Бакалавра.
Закінчив Херсонську філію Національного університету кораблебудування імені адмірала Макарова. Диплом Спеціаліста.
Закінчів Військову Академію (м. Одеса). ВОС 021200.

## Родина
Мати Наталя Іванівна Чернишенко (1957).